# Форт № 11 — Дёнхофф
Форт № 11 — Дёнхофф (нем. Fort XI Dönhoff) — фортификационное сооружение в Калининграде, один из двенадцати основных фортов фортового пояса «Ночная перина Кёнигсберга». Построен в 1877—1881 годах. Изначально носил название «Зелигенфельд» (нем. Seligenfeld) по имени близлежащего населённого пункта, но в 1894 году был переименован в честь графа Фридриха фон Дёнхоффа (1639—1696), генерал-лейтенанта и военного губернатора Мемеля. Над воротами форта был размещён родовой герб Дёнхоффов — голова кабана.
Постановлением Правительства Калининградской области от 23 марта 2007 года № 132 форту присвоен статус объекта культурного наследия регионального значения.
По состоянию на 2020-е годы является частным музеем и одним из наиболее хорошо сохранившихся фортификационных сооружений Кёнигсберга.

## История

### Строительство и модернизация
Форт № 11 был возведён в 1877—1881 годах в рамках создания второго оборонительного обвода Кёнигсберга. Его строительство финансировалось в том числе за счёт контрибуций, полученных Германской империей от Франции после Франко-прусской войны 1870—1871 годов.
Вскоре после завершения строительства форты кёнигсбергского кольца начали устаревать из-за появления бризантных снарядов. В связи с этим в 1887—1891 годах была проведена модернизация: кирпичные своды форта усилили слоем песка и бетона для защиты от артиллерии нового поколения.

### Взятие форта в 1945 году
В ходе штурма Кёнигсберга форт № 11 оказался на направлении главного удара 11-й гвардейской армии. 7 апреля 1945 года его штурмовал сводный отряд 83-й гвардейской стрелковой дивизии и конных разведчиков под командованием гвардии полковника Белого. Комендант форта, наблюдавший за штурмом города из броневого поворотного киоска, принял решение о капитуляции после недолгой перестрелки, осознавая безвыходность положения. Благодаря этому сооружение избежало масштабных разрушений.

### Послевоенный период
После войны на форту хранилось трофейное оружие, а затем он использовался в качестве складов Советской и Российской армий. Уже в 1960-х годах проявилась проблема с нарушенной дренажной системой, усугубившаяся после строительства ТЭЦ-2, когда было засыпано озеро, являвшееся частью системы водоотвода форта. Это приводило к регулярным подтоплениям нижних этажей.
Критическая ситуация сложилась в 2014 году после ухода военных, которые вывезли с собой насосы для откачки воды. Объект начал быстро затапливаться, что создало угрозу разрушения кирпичной кладки. Для предотвращения мародёрства форт был взят под охрану частным предприятием. В июне 2015 года объект был передан в аренду частной компании с обязательством создания музея.

## Устройство и архитектура
Форт представляет собой вытянутый по фронту шестиугольник, окружённый водным рвом. Конструкция включает горжевой полукапонир, две сторожевые башни и бронированный поворотный наблюдательный пост. Внутри сохранились аутентичные элементы, такие как винтовые лестницы, закрученные вправо для удобства обороняющихся, и оригинальные механизмы подъёма снарядов. Особую ценность представляет единственный в регионе действующий броневой наблюдательный купол.

## Современное состояние
Первоочередной задачей арендаторов после 2015 года стало спасение форта от затопления. Были проведены масштабные работы по расчистке территории и восстановлению исторической дренажной системы, а также отремонтированы оригинальные механизмы, включая лифт для подъёма снарядов.
Сегодня на базе форта функционирует интерактивный музей. Для посетителей проводятся экскурсии, квесты и военно-исторические реконструкции. В планах развития — создание новых экспозиций и ремесленных мастерских.